# Filmfestival van San Sebastián 2018
Het 66ste Filmfestival van San Sebastián is een internationaal filmfestival dat plaats vond  in San Sebastián, Spanje van 21 tot en met 29 september 2018. De film El amor menos pensado, geregisseerd door Juan Vera, werd geselecteerd als openingsfilm. 

## Jury
De internationale jury:
| Naam                             | Beroep                         | Land             |
| -------------------------------- | ------------------------------ | ---------------- |
| Alexander Payne (juryvoorzitter) | Filmregisseur                  | Verenigde Staten |
| Constantin Popescu               | Regisseur en scenarioschrijver | Roemenië         |
| Bet Rourich                      | Cameravrouw                    | Spanje           |
| Agnes Johansen                   | Producent                      | IJsland          |
| Nahuel Pérez Biscayart           | Acteur                         | Argentinië       |
| Rossy de Palma                   | Actrice                        | Spanje           |

## Officiële selectie

### Binnen de competitie
De volgende films werden geselecteerd voor de internationale competitie. De gearceerde film betreft de winnaar van de Gouden Schelp.
| Film                     | Regisseur            | Land                |
| ------------------------ | -------------------- | ------------------- |
| Alpha, The Right To Kill | Brillante Mendoza    | Filipijnen          |
| Angelo                   | Markus Schleinzer    | Oostenrijk          |
| Bao Bei Er               | Liu Jie              | China               |
| Beautiful Boy            | Felix Van Groeningen | Verenigde Staten    |
| Blindsone                | Tuva Novotny         | Noorwegen           |
| Der Unschuldige          | Simon Jaquemet       | Zwitserland         |
| El amor menos pensado    | Juan Vera            | Argentinië          |
| El reino                 | Rodrigo Sorogoyen    | Spanje              |
| Entre dos aguas          | Isaki Lacuesta       | Spanje              |
| High Life                | Claire Denis         | Frankrijk           |
| In fabric                | Peter Strickland     | Verenigd Koninkrijk |
| Inrang                   | Kim Ji-Woon          | Zuid-Korea          |
| L'Homme fidèle           | Louis Garrel         | Frankrijk           |
| O Caderno Negro          | Valeria Sarmiento    | Spanje              |
| Quién te cantará         | Carlos Vermut        | Spanje              |
| Rojo                     | Benjamín Naishtat    | Spanje              |
| Vision                   | Naomi Kawase         | Japan               |
| Yuli                     | Icíar Bollaín        | Spanje              |

### Buiten de competitie
| Film                       | Regisseur        | Land             |
| -------------------------- | ---------------- | ---------------- |
| Bad Times at the El Royale | Drew Goddard     | Verenigde Staten |
| Dantza                     | Telmo Esnal      | Spanje           |
| Gigantes                   | Enrique Urbizu   | Spanje           |
| Tiempo después             | José Luis Cuerda | Spanje           |

## Prijzen
Binnen de competitie:
- Gouden Schelp voor beste film: Entre dos aguas van Isaki Lacuesta
- Speciale Juryprijs: Alpha, The Right To Kill van Brillante Mendoza.
- Zilveren Schelp voor beste regisseur: Benjamín Naishtat voor Rojo.
- Zilveren Schelp voor beste acteur: Darío Grandinetti voor Rojo.
- Zilveren Schelp voor beste actrice: Pia Tjelta voor Blindsone.
- Juryprijs voor beste camerawerk: Pedro Sotero voor Rojo.
- Juryprijs voor beste scenario: (ex-æquo) Jean-Claude Carrière en Louis Garrel voor L'Homme fidèle en  Paul Laverty voor Yuli.

Overige prijzen (selectie)
- Beste nieuwe regisseur: Hiroshi Okuyama voor Boku wa Iesu-sama ga kirai.
- Premio Sebastiane: Girl